# Iglesia de Nuestra Señora de Lourdes (Mianyang)
La iglesia de Nuestra Señora de Lourdes, también conocida como Nuestra Señora—Capilla de Lourdes (en inglés: Our Lady—Chapel of Lourdes), es un templo católico de la ciudad sichuanesa de Mianyang perteneciente a la diócesis de Chengdu, y sometido al control de la Asociación Patriótica Católica China sancionada por el estado. Está situado en la calle de Yuquan, al pie del parque de Colina Oeste en el distrito de Fucheng. María Zhang Yimei, una monja residente, está a cargo de los asuntos diarios de la iglesia.

## Arquitectura

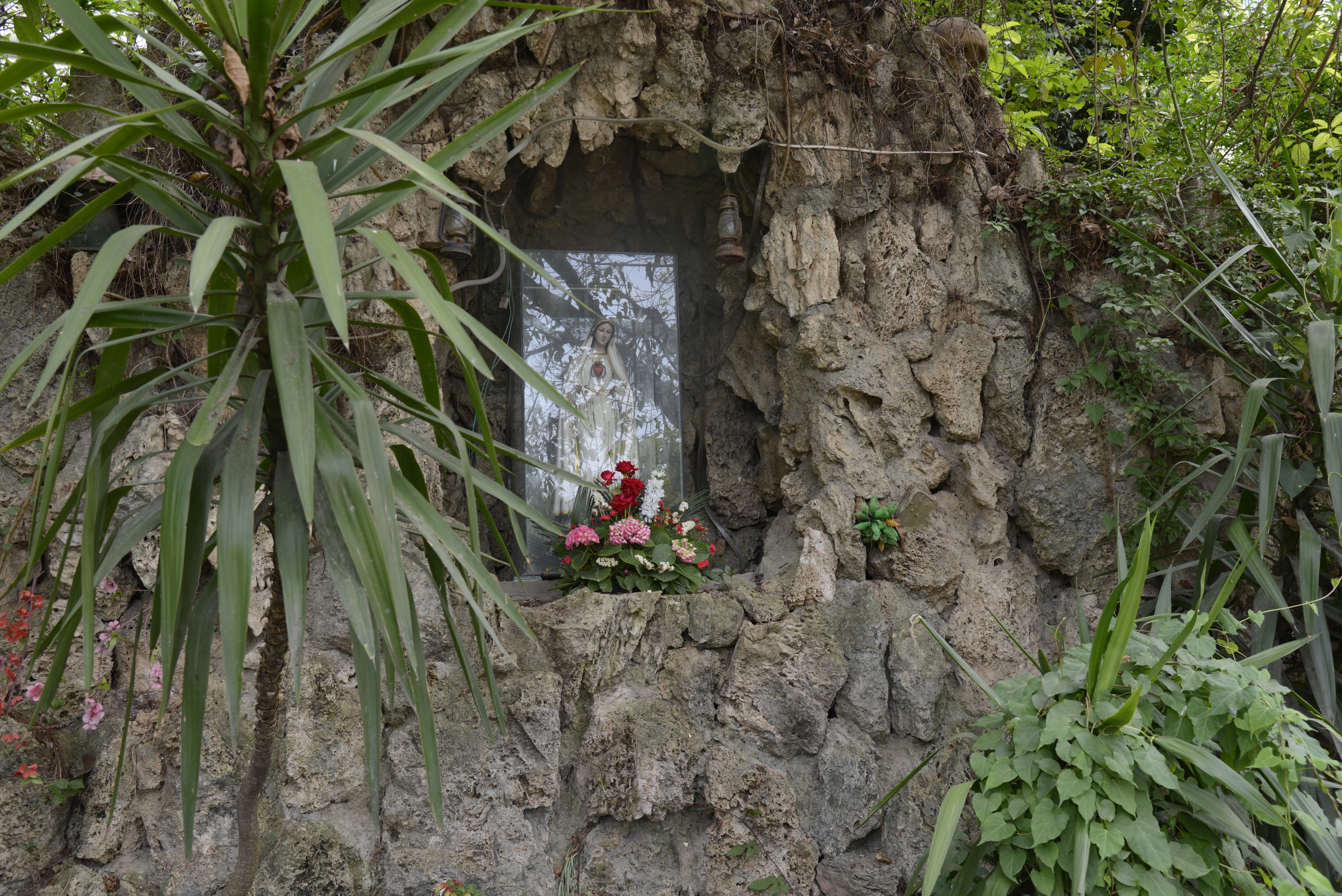
Estatua del Inmaculado Corazón en la gruta.

La iglesia de Nuestra Señora de Lourdes es un humilde templo construido del estilo neogótico con ladrillos blancos. Al interior consta de una nave y dos laterales a cada lado. Las paredes interiores están simplemente encaladas. Detrás del altar hay una estatua blanca de la Virgen María con nimbo naranja colocada en una hornacina. Una gruta de Lourdes se encuentra en el patio de la iglesia, pero curiosamente, la estatua, dentro de la cueva, representa al Inmaculado Corazón de María, realizada según la descripción de Lucía dos Santos.

## Actividades de la iglesia
Cada verano se lleva a cabo un curso de formación pedagógica en la iglesia, dirigido a niños y adolescentes de entre 7 y 18 años, así como algunos cursos de capacitación misional que la iglesia lleva a cabo de vez en cuando. También se ha invitado a profesores de Hong Kong para dar clases sobre el matrimonio, la familia y la educación de los niños.
Durante el terremoto de Sichuan de 2008, se llevó a cabo un transporte de granos y aceite por el párroco Zhong Cheng, junto con María Zhang Yimei, Zhan Dengju, la otra monja residente, y varios voluntarios católicos. Con tres coches y un camión, pasaron por puestos de control militares y policiales y llegaron a la zona bloqueada en el condado de Beichuan para ayudar a las víctimas.

## Galería

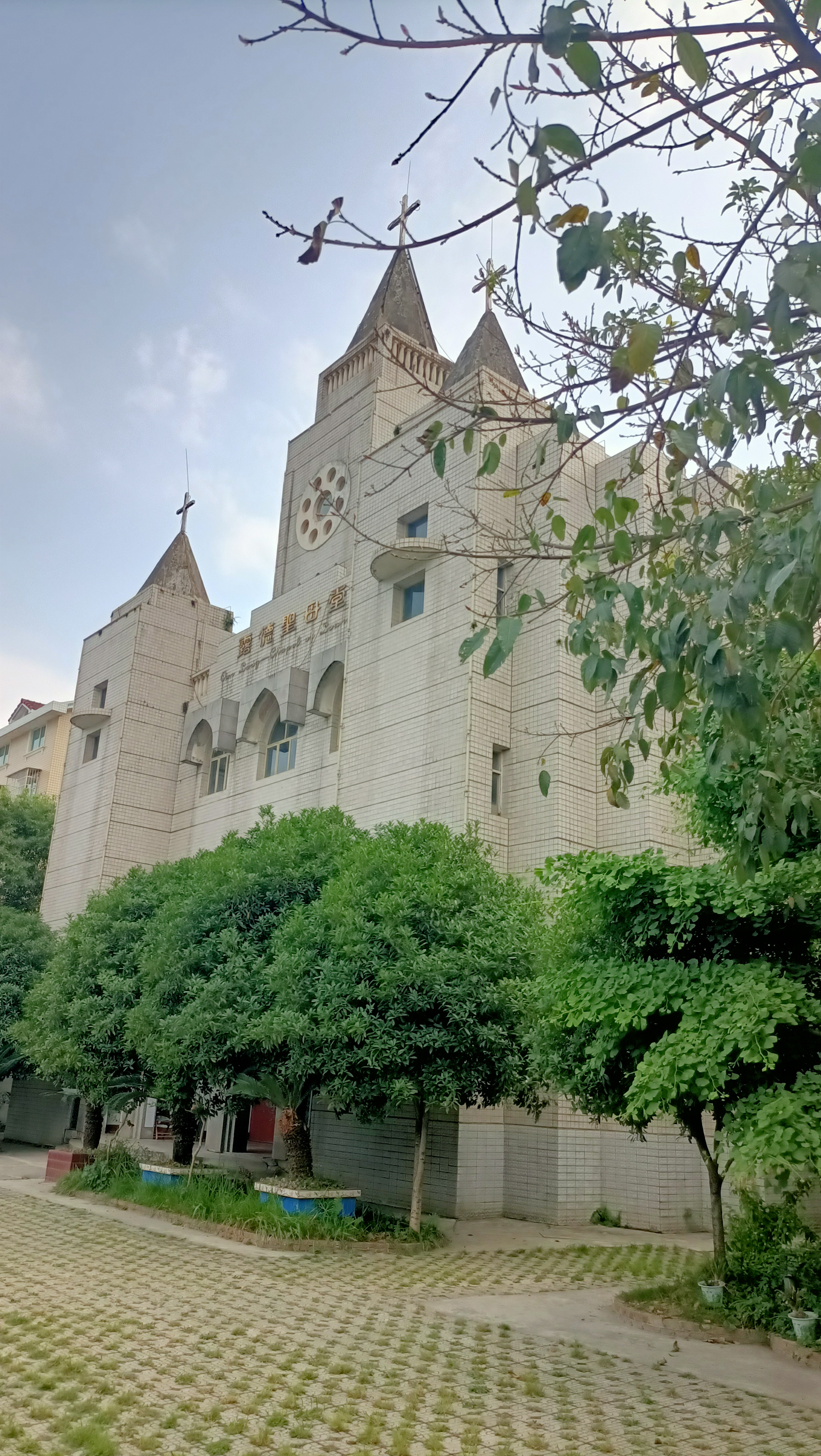
Vista exterior
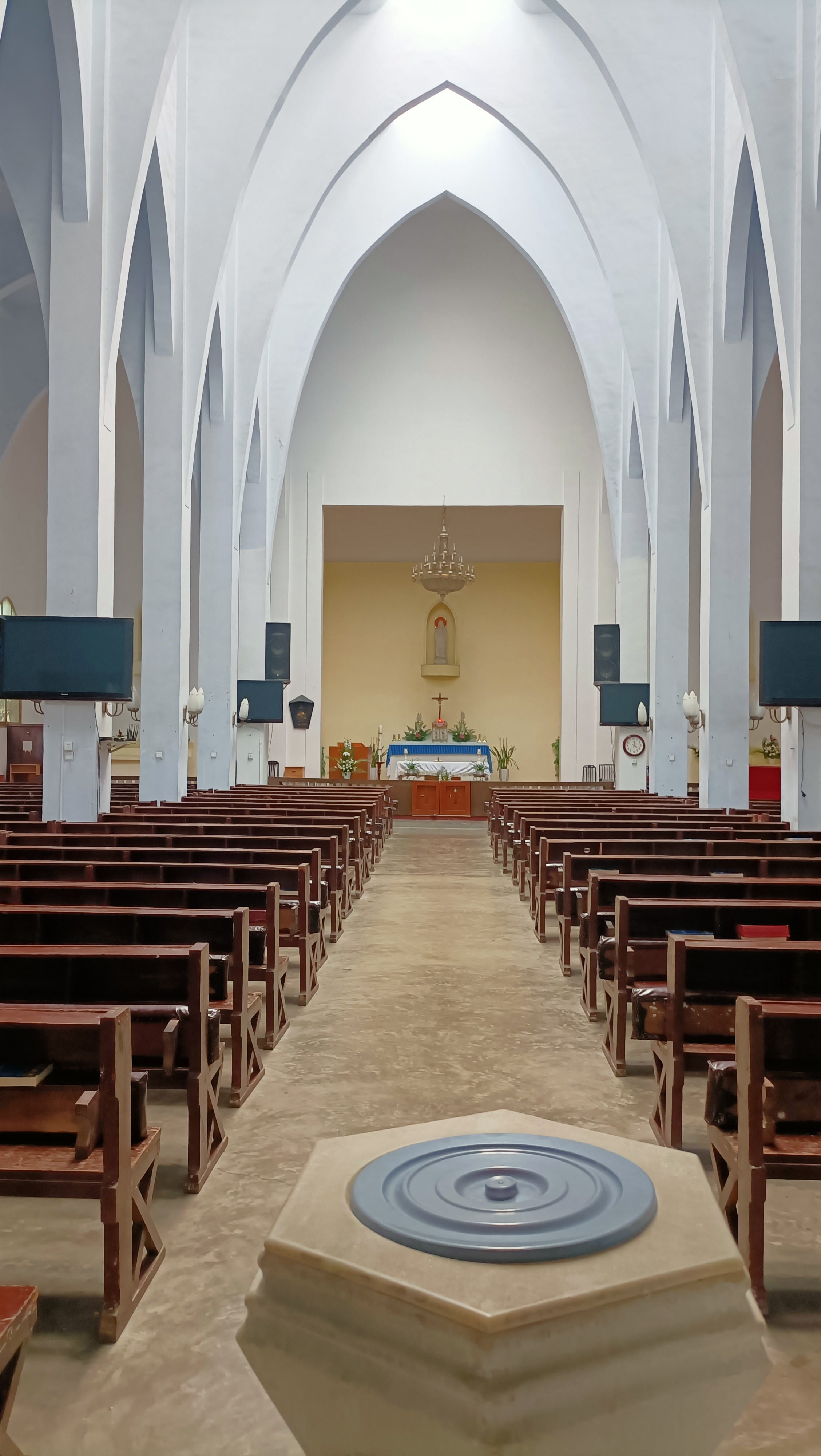
Vista interior
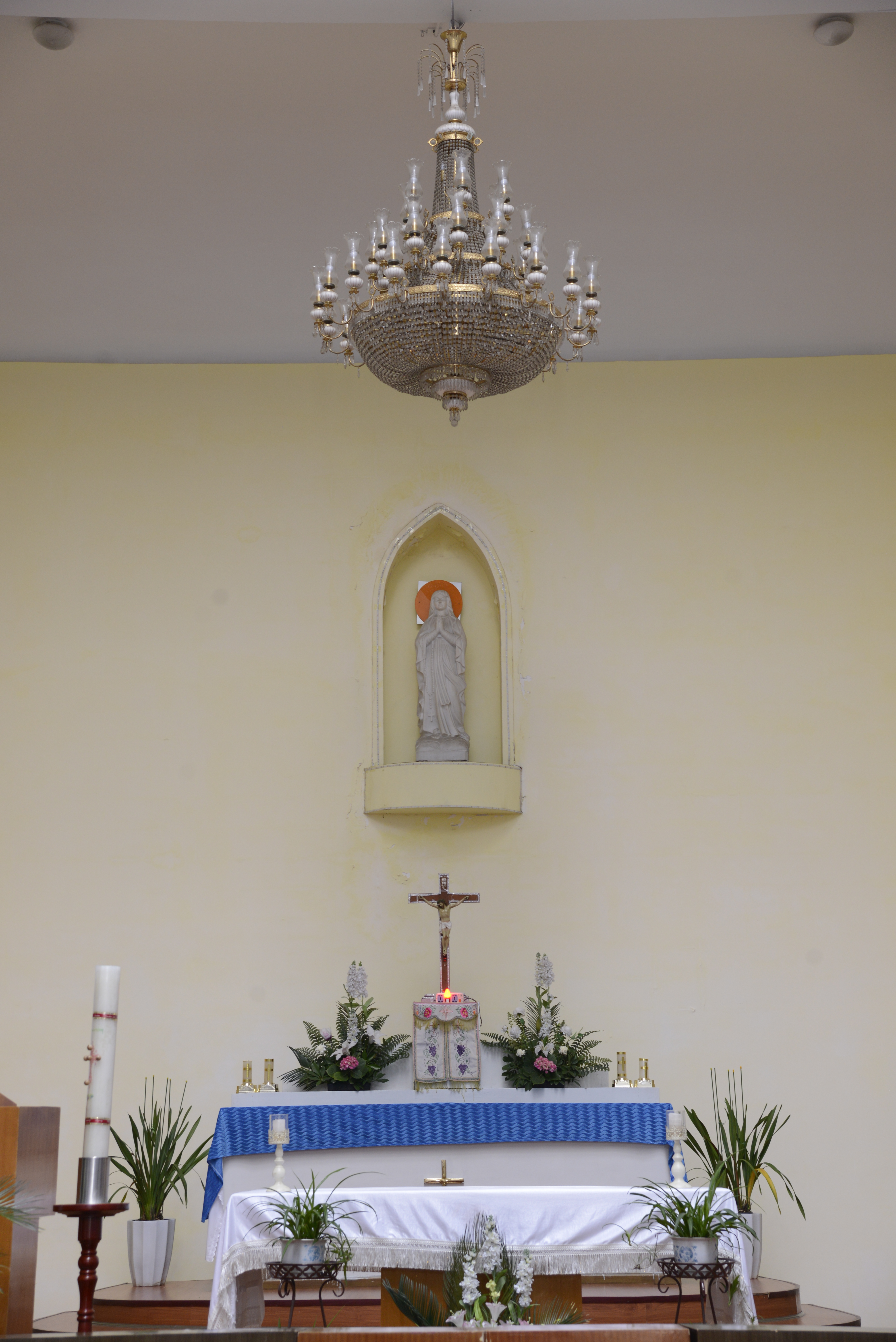
Altar mayor